# بوبي تيري
بوبي تيري (بالإنجليزية: Bobby Terry)‏ هي طيارة أسترالية، ولدت في 1898، وتوفيت في 1976.